# Burramys parvus
Burramys parvus é uma espécie de marsupial da família Burramyidae. Endêmica da Austrália.